# Navàs (ort)
Navàs är en ort i Spanien.   Den ligger i provinsen Província de Barcelona och regionen Katalonien, i den östra delen av landet, 500 km öster om huvudstaden Madrid. Navàs ligger 376 meter över havet och antalet invånare är 5 696.
Terrängen runt Navàs är huvudsakligen kuperad, men den allra närmaste omgivningen är platt. Navàs ligger nere i en dal. Runt Navàs är det ganska tätbefolkat, med 54 invånare per kvadratkilometer. Närmaste större samhälle är Manresa, 19,6 km söder om Navàs. 